# King of Style
King of Style är en Big Air-tävling för freestyleeliten inom skidåkning. Tävlingen anordnas på Stockholms stadion.  King Of Style är en del av Stadium Winter Jam som även inkluderar en Big Air-tävling för snowboardåkare.
King of Style genomför ett videokval som är öppet för allmänheten, och reglerna är enkla: deltagaren laddar på Youtube upp ett skidåkningsvideoklipp på högst 60 sekunder med sig själv i huvudrollen. Besökare kan sedan "gilla" videoklippet, och en jury väljer fyra vinnare av de 20 högst begtygsatta klippen.
2011 års tävling avgörs den 19 november på Stockholms stadion.

## Tidigare vinnare
- 2011: Elias Ambühl
- 2010: Kevin Rolland
- 2009: Andreas Håtveit
- 2008: PK Hunder
- 2007: Sammy Carlson
- 2006: Richard Permin